# IEEE 802.1Q
IEEE 802.1Q — открытый стандарт, который описывает процедуру тегирования трафика для передачи информации о принадлежности к VLAN по сетям стандарта IEEE 802.3 Ethernet.
Так как 802.1Q не изменяет заголовки кадра (фрейма), то сетевые устройства, которые не поддерживают этот стандарт, могут передавать трафик без учёта его принадлежности к VLAN. Поскольку данный стандарт является открытым, он используется для построения «транковых» портов между оборудованием различных производителей.
802.1Q помещает внутрь фрейма тег, который передает информацию о принадлежности трафика к VLAN.
| 16 бит | 3 бита | 1 бит | 12 бит |
| ------ | ------ | ----- | ------ |
| TPID   | TCI    | TCI   | TCI    |
| TPID   | PCP    | DEI   | VID    |

Размер тега — 4 байта. Он состоит из таких полей:
- Tag Protocol Identifier (TPID, идентификатор протокола тегирования). Размер поля — 16 бит. Указывает, какой протокол используется для тегирования. Для 802.1Q используется значение 0x8100.
- Tag control information (TCI). Также 16 бит. Состоит из следующих полей:
  - Priority code point (PCP). Размер поля — 3 бита. Используется стандартом IEEE 802.1p для задания приоритета передаваемого трафика (class of service). Число 0 соответствует наименьшему приоритету, а 7 — наивысшему.
  - Drop eligible indicator (DEI). Размер поля — 1 бит. (Прежде Canonical Format Indicator) Индикатор допустимости удаления. Может использоваться отдельно или совместно с PCP для указания кадров, которые могут быть отброшены при наличии перегрузки.
  - VLAN Identifier (VID, идентификатор VLAN). Размер поля — 12 бит. Указывает, какому VLAN принадлежит кадр. Диапазон возможных значений от 0 до 4094.

При использовании стандарта Ethernet II 802.1Q вставляет тег перед полем «Тип протокола». Так как фрейм изменился, пересчитывается контрольная сумма.
В стандарте 802.1Q существует понятие Native VLAN. По умолчанию это VLAN с номером 1. Трафик, передающийся в этом VLAN, не тегируется. При этом на оборудовании некоторых производителей предусмотрена возможность включения тегирования трафика в Native VLAN.
Shortest Path Bridging. Включается в IEEE 802.1Q-2014
Существует аналогичный 802.1Q проприетарный протокол, разработанный компанией Cisco Systems — ISL.

## Формат кадра

Вставка тега 802.1Q в кадр Ethernet-II